# Proyecto de Miss Lupita
El proyecto de Miss Lupita es un proyecto ideado en México, D. F. con el propósito de revivir las "muñecas de Lupita". Estas muñecas tuvieron su origen a finales del siglo XVIII y a principios del siglo XIX, y fueron una manera de copiar a las muñecas de exportación las cuales no podían ser compradas por las familias de escasos recursos. Están hechas de papel maché llamado “cartonería” el cual también es usado para crear alebrijes y figuras esqueléticas para el Día de Muertos. Sin embargo los materiales escaseaban, los únicos talleres que las fabricaban y vendían estaban localizados en Celaya en el estado de Guanajuato, y eran adquiridas por coleccionistas en su mayoría. El proyecto buscaba crear diseños más contemporáneos a través de una serie de talleres gratuitos para el público. El resultado de estas muñecas ha sido exhibido en la Ciudad de México, Japón y Portugal y han sido incluidas en un sinfín de publicaciones mexicanas.

## Muñecas de Lupita
Miss Lupita es un nombre en referencia a “Lupita” (diminutivo de Guadalupe). Son muñecas hechas de papel maché duro con orígenes en la época del fin de la colonia española y el inicio de la Independencia de México creadas por las familias pobres de México en un intento de imitar las muñecas de mayor precio importadas de España.
La técnica del papel maché es propiamente llamada cartonería, y se convierte en una superficie sumamente dura. El cuerpo y la cabeza son hechos por separado y son unidos con cordones para que puedan ser capaces de moverse. Esta técnica ha sido usada para hacer un gran número de trabajos, más notablemente los alebrijes y los esqueletos y otras figuras del Día de Muertos. Sin embargo, las muñecas de Lupita han perdido popularidad. Hoy se fabrican y venden únicamente en talleres de la ciudad de Celaya, en el estado de Guanajuato, frecuentemente como artículos de colección.

## Talleres en la Ciudad de México

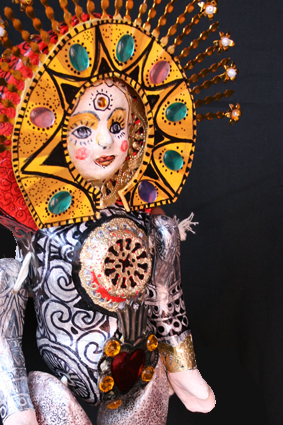
Muñeca llamada "Pita, la haceadora de soles" en honor a Pita Amor.

El proyecto de Miss Lupita fue iniciado en el 2010 en la Ciudad de México, con el propósito de revitalizar la creación de muñecas artesanales. El nombre del proyecto fue basado en el término que usan en la Ciudad de México para referirse a este tipo de muñecas (en Celaya son simplemente llamadas muñecas de cartón) La base del proyecto era introducir diseños nuevos y contemporáneos basados en la cultura urbana de México.
El proyecto fue iniciado por Carolina Esparragoza en enero del 2010, quien continúa manejando el proyecto. Carolina Esparragoza nació en la Ciudad de México en 1977. Es egresada de la Escuela Nacional de Pintura, Escultura y Grabado "La Esmeralda". Además de trabajar en el proyecto de Miss Lupita ha trabajado en video y en proyectos de arte por medio de grupos como Malestares y La misma historia. Ha exhibido su trabajo en México y en Estados Unidos.

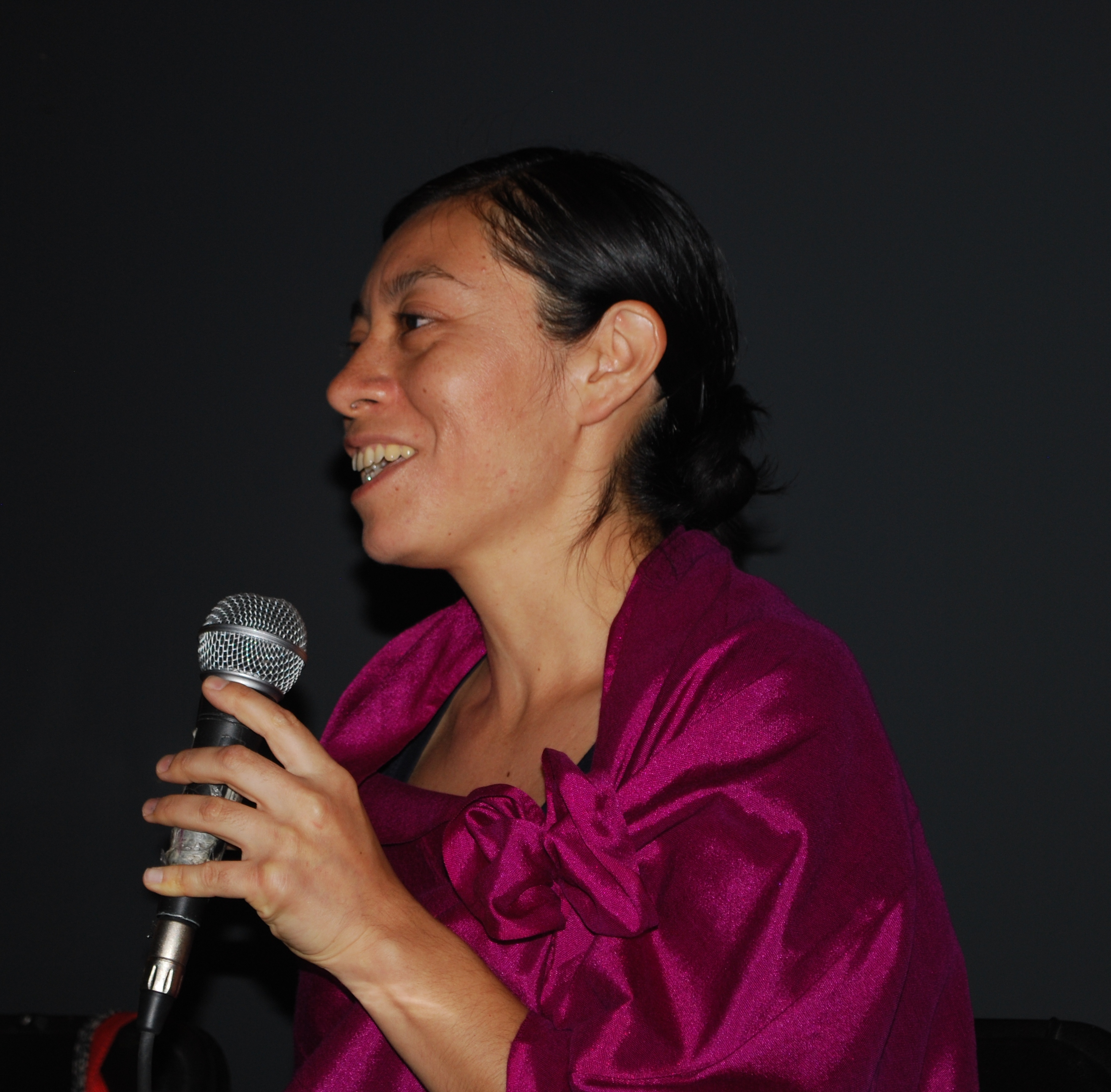
Carolina Esparragoza hablando en un evento del proyecto de Miss Lupita

El proyecto fue inicialmente patrocinado por el Fondo Nacional para la Cultura y las Artes (FONCA). El proyecto también incluye la colaboración de la artista María Eugenia Chellet, el artista Carlos Derramadero y la escritora Ana Clavel. Seis talleres gratuitos fueron implementados en diferentes partes de la Ciudad de México en 2010 y 2011 con el único requerimiento de ser atendidos todos los seis. Los talleres consistían de la historia de la creación de las muñecas y al mismo tiempo en el proceso de creación. Los talleres tenían alrededor de 100 participantes con hombres y mujeres entre 12 y 71 años. Esto incluía profesionales, artistas, amas de casa y estudiantes. Uno de los participantes viajó desde Maravatío, Michoacán para asistir.
El resultado fue de 134 muñecas con dimensiones de 45x16x15cm y que tomaron en promedio 25 horas para ser completadas. Los diseños incluyeron bailarinas, figuras de la lucha libre, sirenas, figuras de Godzilla, mujeres de la noche, diosas, gatos, al igual que la representación de mujeres mexicanas famosas. Las muñecas recibieron nombres como Siempre Viva, Hanami, La Memoria, Lupita Pecadora, Lupita Auxiliadora, Amalia, Gena, Adela, Encanto, Lupe la Brava y Andy. Andy es un homenaje a Andy Warhol.
Las muñecas resultantes iban a ser inicialmente exhibidas en diferentes puntos culturales en la ciudad: Centro Cultural Casa Talavera, la Comunidad Barros Sierre y el Centro Cultural Teatro del Pueblo, Foro Cultural Antigua y la Fábrica Textil El Águila. Una exhibición de 20 muñecas fue llevada a cabo en la Ciudad de México en septiembre de 2011 en el lobby del Salón Digna Ochoa en la Comisión de Derechos Humanos del Distrito Federal. La galería José María Velasco nombró al proyecto "Pieza del Mes" exhibiendo cinco muñecas. Certámenes de belleza también se utilizaron como plataforma para exhibir las muñecas; las ganadoras aparecieron en publicaciones como Artes de México, Arqueología Mexicana, Culturas Populares y en otras de CONACULTA, de la Universidad Autónoma de la Ciudad de México y de la secretaría de la Ciudad de México.

## Exhibiciones internacionales y talleres

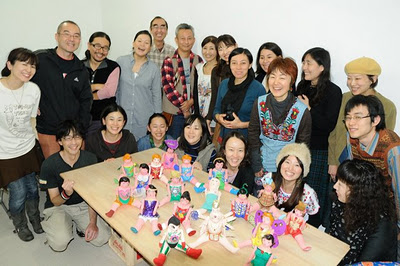
Participantes en un taller en Tokio

En 2011, el proyecto de Miss Lupita fue invitado para visitar Japón como parte de un intercambio cultural. Esto incluyó la exhibición en la Academia Sokei y la Galería Sagio-Plaza, además de talleres y una plática dada en la Tokyo Zokei University. La primera exhibición fue en la galería Sagio-Plaza en Sengawa, Tokio con doce Lupitas, once de ellas fabricadas en talleres ubicados en la Ciudad de México y una fabricada de manera tradicional en un taller de Celaya. Acto seguido hubo una segunda exhibición de cinco Lupitas como parte de una exhibición de mayor tamaño llamada México Chido.
Los talleres fueron casi cerrados como resultado del Terremoto y tsunami de Japón de 2011. Después de varias reuniones con las autoridades fue determinado que podía continuar pero en otra fecha. A los participantes de los talleres se les iba a otorgar en un principio bolsas tradicionales mexicas pero de último minuto fue determinado que fueran vendidas por un precio bajo para que las ganancias fueran donadas a la Cruz Roja Japonesa. En noviembre del 2011, cinco talleres fueron dados en Tokio los cuales fueron similares a los dados en la Ciudad de México. Hubo al menos seis participantes en los talleres en un rango de edad entre 25 y 55 años, esto incluye a artistas, estudiantes y trabajadores que hicieron un total de 59 muñecas. En resultado trece muñecas fueron puestas en exhibición junto con muñecas japonesas tradicionales en la galería de arte ATLIA Kawaguchi.
Debido al éxito de la visita en Japón hubo otra invitación al Museu do Brinquedo o "Sintra Toy Museum" en Portugal patrocinado por el embajador mexicano en Portugal. Este museo tiene una colección de alrededor de 40,000 juguetes coleccionados lo largo de 50 años por João Arbués Moreira y es uno de los más importantes en el mundo. La exhibición cuenta con cuatro muñecas de estilo tradicional de Celaya y dieciocho de la Ciudad de México fabricadas en el 2010, estuvieron exhibidas de finales del 2011 a principios del 2012.
Los viajes al extranjero fueron patrocinados por Fundación BBVA Bancomer, la Dirección General de Cooperación Educativa y Cultural, la Secretaría de Relaciones Exteriores y la embajada Mexicana en Japón
- Wikimedia Commons alberga una categoría multimedia sobre Proyecto de Miss Lupita.